# Entomofobia

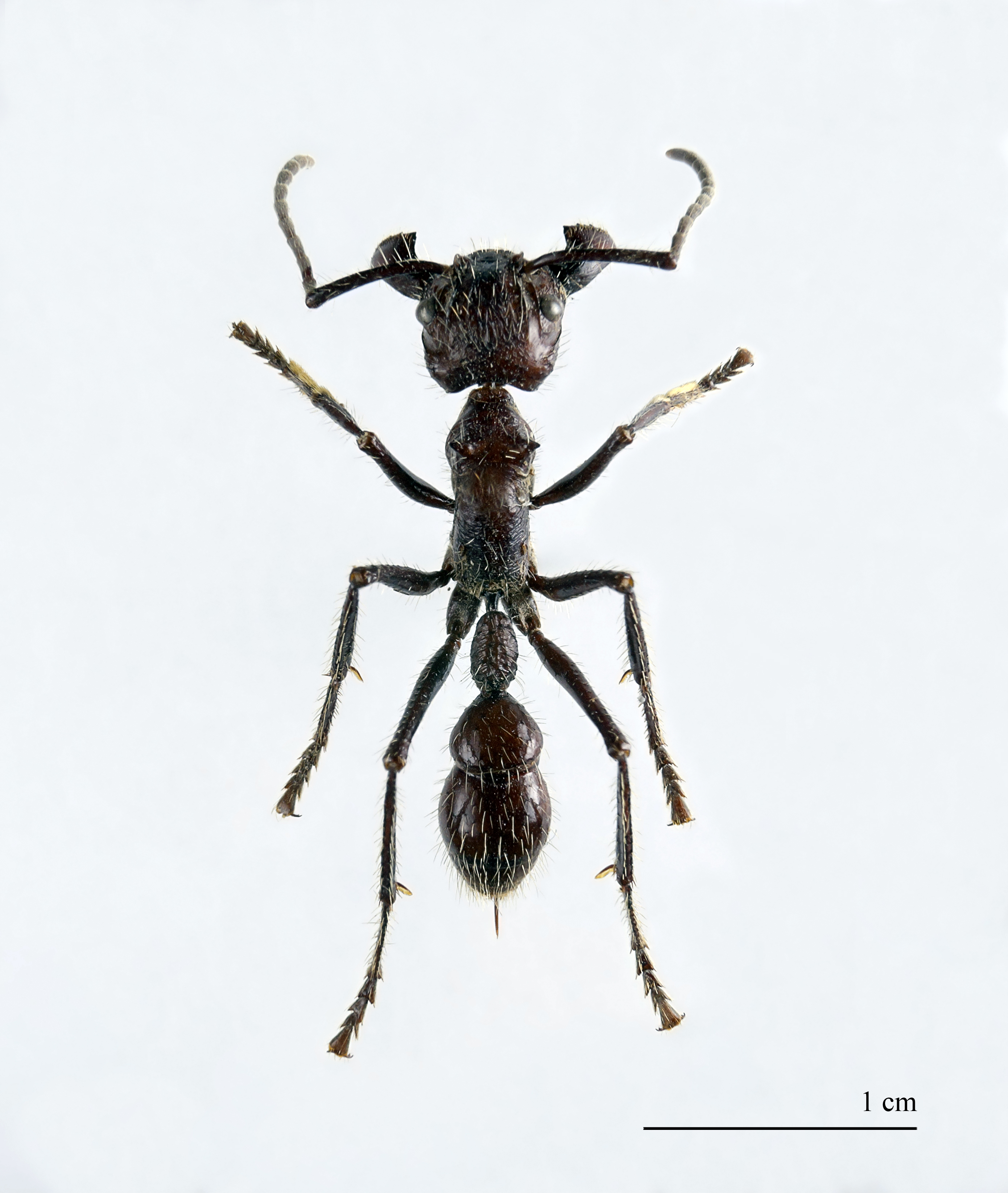
Mrówka Paraponera clavata

Entomofobia (znana także jako insektofobia) – fobia specyficzna charakteryzująca się nadmiernym lub irracjonalnym strachem przed jedną, lub wieloma klasami insektów, zaklasyfikowana jako fobia przez DSM-5. Bardziej szczegółowe odmiany to m.in. apifobia (strach przed pszczołami), mirmekofobia (strach przed mrówkami), czy lepidopterofobia (strach przed motylami). Około 6% społeczeństwa Stanów Zjednoczonych posiada tę fobię.
Lepidopterofobia może się rozwinąć na kilka sposobów. Może być skutkiem traumatycznego przeżycia albo przekonania, że dany owad jest niebezpieczny. Przykładowo, jeśli ktoś myśli, że motyl posiada jad, zrobi wszystko, żeby uniknąć zbliżania się do niego.
Entomofobia może rozwinąć się po traumatycznym doświadczeniu z insektem lub insektami. Może rozwinąć się na wcześniejszym lub późniejszym etapie życia i jest dość często występującą fobią związaną ze zwierzętami. Zazwyczaj polega na strachu przed konkretnym rodzajem owadów i prowadzi do zmian w zachowaniu: osoba z entomofobią będzie unikać sytuacji, w których może dojść do konfrontacji z konkretnym owadem. Psychoterapia poznawczo-behawioralna jest uważana za skuteczne leczenie.